# Zamia portoricensis
Zamia portoricensis — вид голонасінних рослин класу Саговникоподібні (Cycadopsida).
Етимологія: типовий зразок зібраний у Пуерто-Рико.

## Опис
Стовбур підземний і бульбовий до 15 см у діаметрі, часто дихотомічно розгалужений. Листків 2–10, 0,5–1,5 м довжиною; черешки з прилистками, гладкі; хребет з 5–30 парами протилежно розміщених листових фрагментів, гладкий. Листові фрагменти лінійні, довжиною 8–25 см і шириною 0,5–0,8 см, гострі на верхівці, цілокраї. Пилкові шишки на ніжках, червонувато-коричневі, їх 1–10, циліндричні, але поступово звужуються до гострої вершини, кожна 3–15 см завдовжки і 0,8–2 см у діаметрі, густо запушені. Насіннєві шишки червонувато-коричневі, як правило, поодинокі, але іноді до 3, циліндричні або злегка яйцеподібні з тупою або злегка гострою вершиною, кожна 6–12 см завдовжки і 4–5 см у діаметрі, густо запушені. Насіння з від червоного до оранжево-червоного кольору саркотестою, яйцеподібне, довжиною 1–2 см. 2n = 16.

## Поширення, екологія
Країни поширення: Пуерто-Рико (головний острів). Росте на дуже сухих вапнякових ґрунтах, які часто містять в собі елемент серпантину. Середовище: субтропічний вологий ліс.

## Загрози та охорона
При відвідинах населення цього виду щороку протягом останніх семи років, ні насіння, ні потенційних запилювачів-комах не було помічено. Старі пилкові шишки не мають вихідних отворів довгоносика. Таким чином, очевидно, що запилювачі можуть бути ліквідовані, в результаті повітряного застосування пестицидів для місцевого сільського господарства. Хоча ростуть в охоронних парках і Національному заповіднику, мало що робиться для захисту виду від збору і рослини можуть бути знайдені в рослинних магазинах Нью-Йорку.